# 蛇頸龍亞目
蛇頸龍亞目（Plesiosauroidea）是一群肉食性水生爬行動物，大部分是海生。牠們的化石被發現後，在某種程度上被幻想為 「一個穿過龜殼的蛇 （页面存档备份，存于）」，但其實牠們沒有殼。蛇頸龍亞目同時包含長頸（薄板龍科）與短頸（雙臼椎龍科）。蛇頸龍類的種類很多，但並非全部如薄片龍般巨大。蛇頸龍類首次出現於三叠纪晚期，並且在侏儸紀特别繁盛，到白堊紀種類雖然稍有下降但依然數量眾多，直到白堊紀-第三紀滅絕事件中和非鳥恐龍、翼龍、滄龍一同滅絕。雖然牠們與恐龍同為中生代爬行動物，牠們並非恐龍。蛇頸龍亞目的屬名在希臘文裡，plesios/πλησιος意為接近，sauros/σαυρος意為蜥蜴。

## 發現歷史

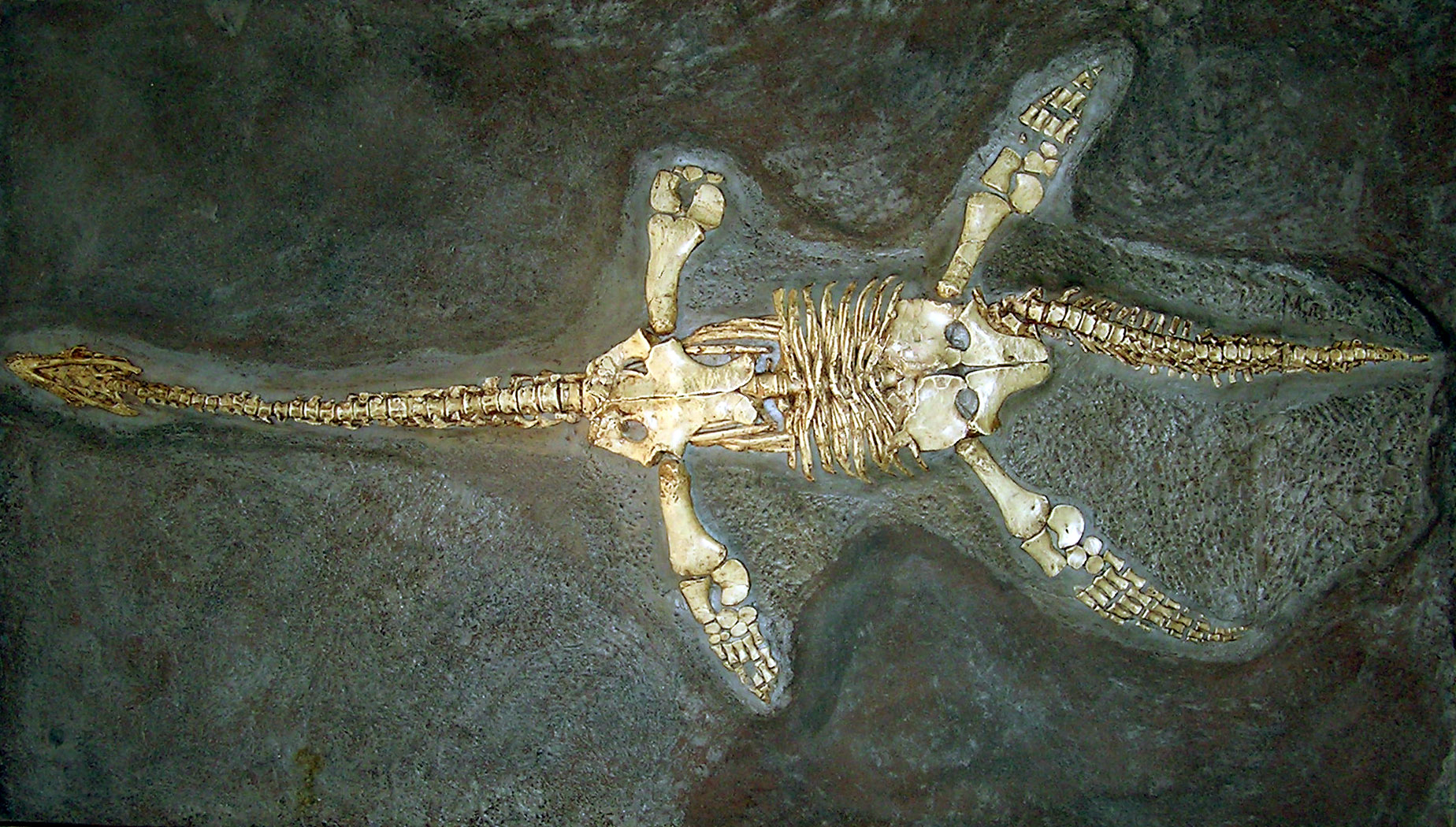
海洋龍的化石，出土於英格蘭森麻實郡的下里阿斯統。位於英格蘭布里斯托城市博物館和藝術畫廊

第一個蛇頸龍類遺骸在1800年代，由瑪麗·安寧（Mary Anning）在英國發現，同時也是第一批有科學敘述的脊椎動物化石。已發現許多化石，有些呈非常完整的狀態，近年來有許多新發現的化石。在2002年，英國的森麻實郡海岸，一位漁夫發現了到目前為止保存最良好的化石之一，目前正在陶頓的博物館展出中。同樣在2002年，在英國約克郡Filey鎮的懸崖，一位業餘古生物學家也發現了完整的骨骸，但較前者不完整，目前在約克夏史卡保羅夫的博物館展出中。
世界上許多博物館都有蛇頸龍類的標本。最著名的在英國倫敦自然歷史博物館的海生爬行動物區展示中。在這裡可以找到許多歷史上有名的標本，包括Stukely在1719年於諾定咸郡發現的部份骨骸，這是史上最早的海生爬行動物發現紀錄。其他包括19世紀初期從Thomas Hawkins購買的化石標本。

## 描述

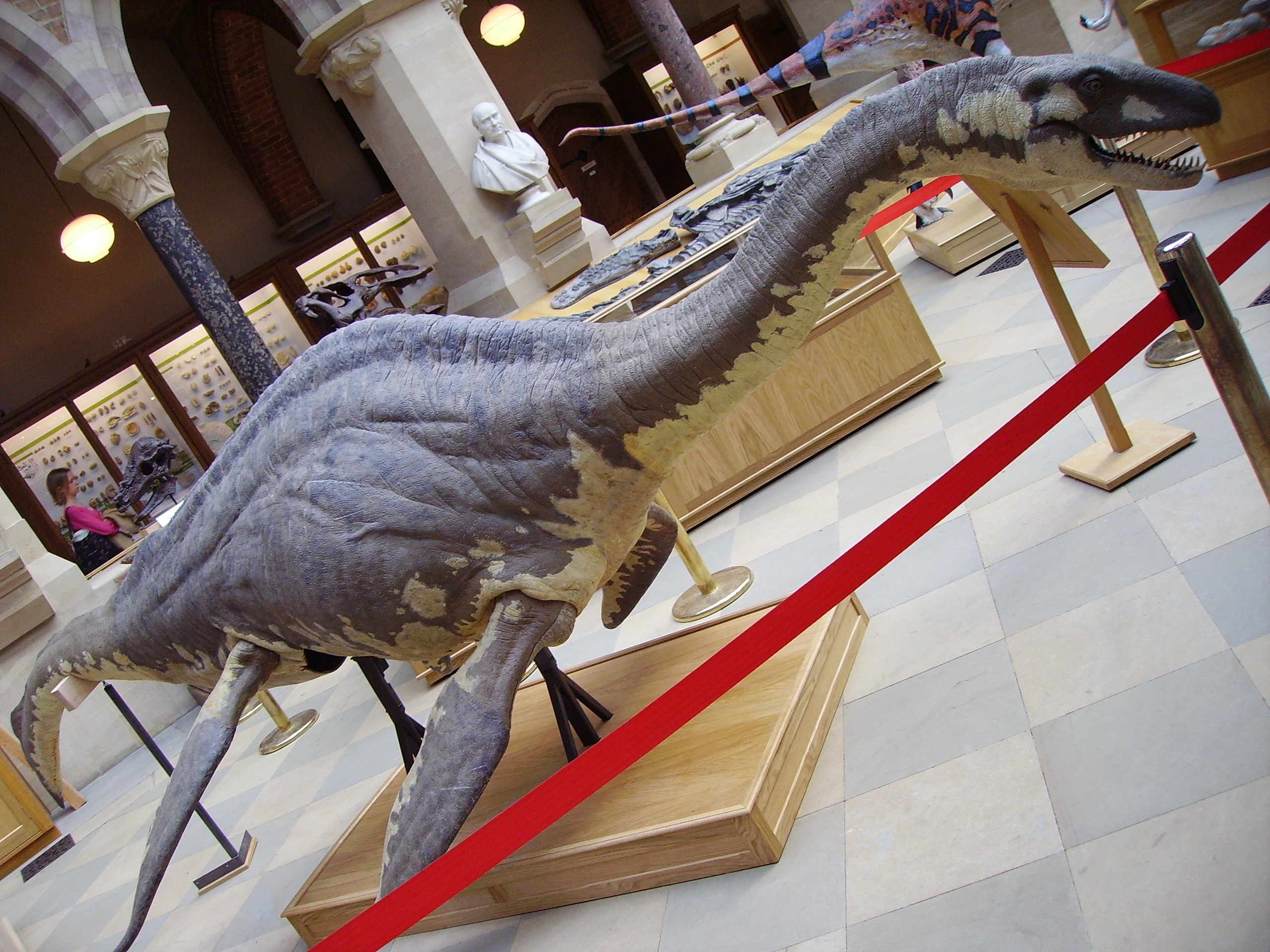
牛津大學自然歷史博物館的淺隱龍重建模型

典型的蛇頸龍類有寬廣的身體與短尾巴。牠們祖先的四肢，在蛇頸龍類身上演化為大型鰭狀肢。蛇頸龍類從早期的相似物種演化而來，例如皮氏吐龍、早期的長頸上龍類。蛇頸龍亞目包含許多科，牠們保有相同的外表，而已不同的特徵作為區別。牠們包括：蛇頸龍科，沒有特別的特徵，只存活於早侏儸紀；淺隱龍科，擁有中等長度頸部與稍微矮胖的體型；薄板龍科，擁有非常長、不可彎曲的頸部與小型頭部；白堊龍科，這是一群研究不多的小型物種，存活於白堊紀。根據傳統的分類，所有的蛇頸龍亞目都有小型頭部與長頸部；但在最近的分類裡，生存於白堊紀的短頸、大型頭雙臼椎龍科，從上龍亞目改列為蛇頸龍亞目。蛇頸龍類的體型變化很大，Trinacromerum的身長估計為3公尺，而薄片龍的身長超過14公尺。

## 行為
除了雙臼椎龍科以外的蛇頸龍亞目動物，與牠們的上龍類近親不同，可能游泳相當慢。牠們可能在水面下緩慢巡遊，並利用牠們長而可彎曲的頸部，移動頭部以捕抓魚類與頭足類。牠們獨特的四個鰭狀肢帶給牠們優秀的機動性，所以牠們能快速地旋轉牠們的身體以捕抓獵物。
在許多蛇頸龍類重建模型显示，蛇頸龍類將牠們的頭部與頸部高舉過海面，像天鵝的頸部一样彎曲，但這是不可能的。就算牠們能將頸部高舉并且彎曲，重心會將牠們的身體往前傾斜，並將牠們的重頸部沉浸在水裡。

## 分類學

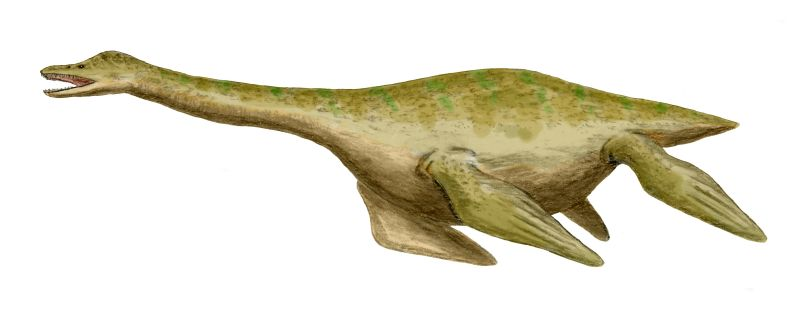
淺隱龍

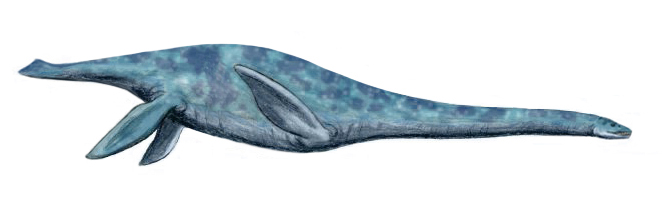
海鰻龍

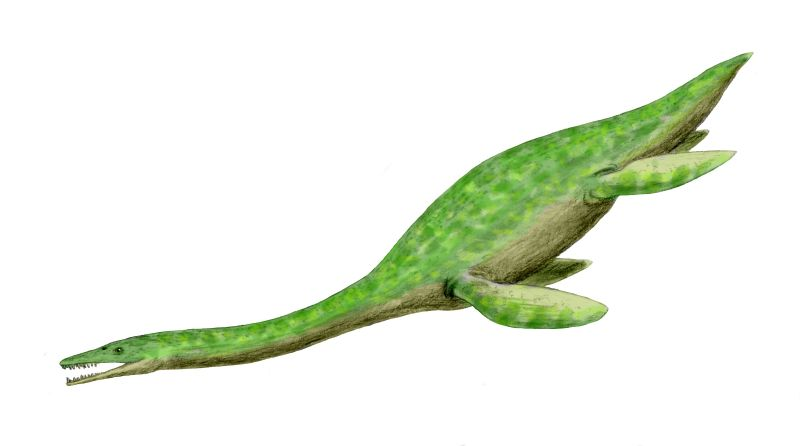
水神龍屬

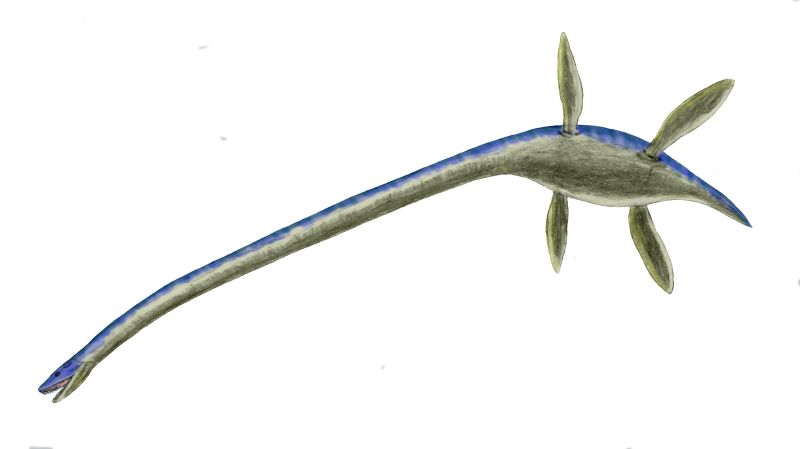
海霸龍

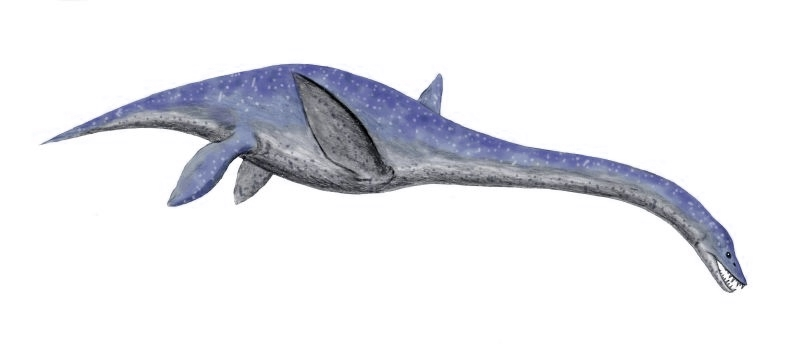
里伯龍

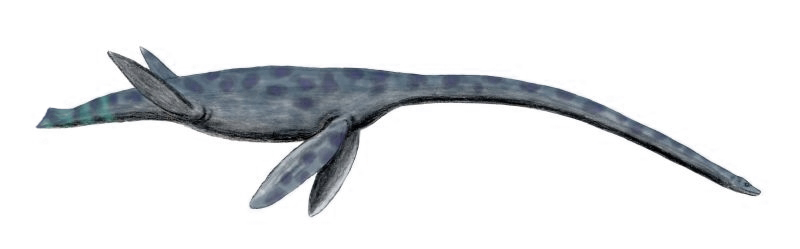
神河龍

- 蛇颈龙亚目 Plesiosauroidea
  - 始蛇頸龍屬 Eoplesiosaurus
  - 弗蘭肯龍屬 Franconiasaurus
    - 短棘弗蘭肯龍 Franconiasaurus brevispinus Sachs, Eggmaier & Madzia, 2024[1]

  - 近燈塔龍屬 Plesiopharos
  - 淺隱龍類（英语：Cryptoclidia） Cryptoclidia
    - 淺隱龍科 Cryptoclididae
      - 乳泳龍屬 Opallionectes?
      - 潛遊龍亞科 Colymbosaurinae
        - 深淵龍屬 Abyssosaurus
        - 潛游龍屬 Colymbosaurus
        - 尤佩達爾龍屬 Djupedalia
        - 北眼龍屬 Ophthalmothule
        - 泛蜥龍屬 Pantosaurus
        - 斯匹茨龍屬 Spitrasaurus

      - 海鰻龍亞科 Muraenosaurinae
        - 海鰻龍屬 Muraenosaurus
        - 尖鎖龍屬 Picrocleidus
        - 三鎖龍屬 Tricleidus?
        - 維那勒斯龍屬 Vinialesaurus

      - 淺隱龍亞科 Cryptoclidinae
        - 淺隱龍屬 Cryptoclidus
        - 啟莫里龍屬 Kimmerosaurus
        - 泰特泳龍屬（英语：Tatenectes） Tatenectes
        - 三鎖龍屬 Tricleidus?

    - 奇漁龍類（英语：Xenopsaria） Xenopsaria
      - 薄板龍科 Elasmosauridae
        - 亞歷士龍屬 Alexeyisaurus?
        - 卡拉瓦亞龍屬 Callawayasaurus
        - 白堊龍屬 Cimoliasaurus
        - 伊羅曼加龍屬 Eromangasaurus
        - 費雷斯諾龍屬 Fresnosaurus
        - 角龍屬 Goniosaurus
        - 狡蛇龍屬 Jucha
        - 萊訥河泳龍屬 Lagenanectes
        - 萊瓦泳龍屬 Leivanectes
        - 平椎龍屬 Leurospondylus?
        - 毛伊龍屬 Mauisaurus
        - 直頸龍屬 Ogmodirus?
        - 覆蜥龍屬 Orophosaurus
        - 近薄板龍屬 Plesioelasmosaurus
        - 斯堪尼龍屬 Scanisaurus
        - 白浪泳龍屬 Wapuskanectes
        - 伍倫加龍屬 Woolungasaurus
        - 窈頸龍屬 Zarafasaura
        - 真薄板龍類 Euelasmosaurida
          - 心鴉龍屬 Cardiocorax
          - 西南泳龍屬 Libonectes
          - 海霸龍屬 Thalassomedon
          - 薄板龍亞科 Elasmosaurinae
            - 阿爾伯塔泳龍屬 Albertonectes
            - 薄板龍屬 Elasmosaurus
            - 河泳龍屬 Fluvionectes
            - 水怪龍屬 Hydrotherosaurus
            - 友泳龍屬 Nakonanectes
            - 神河龍屬 Styxosaurus
            - 末泳龍屬 Terminonatator

          - 威德爾泳龍類 Weddellonectia
            - 海泡龍屬 Aphrosaurus
            - 丘布特泳龍屬 Chubutinectes
            - 雙葉龍屬 Futabasaurus
            - 卡瓦泳龍屬 Kawanectes
            - 馬蘭比奧泳龍屬 Marambionectes
            - 莫雷諾龍屬 Morenosaurus
            - 古代龍屬 Tuarangisaurus
            - 維加龍屬 Vegasaurus
            - 極泳龍亞科 Aristonectinae
              - 亞歷山大泳龍屬 Alexandronectes
              - 極泳龍屬 Aristonectes
              - 獵蛸龍屬 Kaiwhekea
              - 莫特納龍屬 Morturneria
              - 啟明龍屬 Wunyelfia

      - 長鎖龍類 Leptocleidia
        - 長鎖龍科 Leptocleididae
          - 布蘭卡龍屬 Brancasaurus
          - 黑斯廷泳龍屬 Hastanectes
          - 長鎖龍屬 Leptocleidus
          - 尼可斯龍屬 Nichollssaura
          - 永生龍屬 Umoonasaurus
          - 懷特鎖龍屬 Vectocleidus

        - 雙臼椎龍科 Polycotylidae
          - 埃德加龍屬 Edgarosaurus
          - 曉泳龍屬 Manemergus
          - 毛里西奧龍屬 Mauriciosaurus
          - 海盜龍屬 Piratosaurus?
          - 罕龍屬 Rarosaurus?
          - 水神龍屬 Thililua
          - 隱泳龍類 Occultonectia
            - 近滑齒龍屬 Plesiopleurodon
            - 槽鱷龍屬 Sulcusuchus

          - 跗節龍亞科 Palmulasaurinae
            - 帕哈薩帕龍屬 Pahasapasaurus
            - 跗節龍屬 Palmulasaurus

          - 雙臼椎龍亞科  Polycotylinae
            - 始雙臼椎龍屬 Eopolycotylus
            - 喬治亞龍屬 Georgiasaurus
            - 雙臼椎龍屬 Polycotylus
            - 巨階龍屬 Scalamagnus
            - 蛇鱷龍屬 Serpentisuchops
            - 三尖股龍屬 Trinacromerum
            - 長喙龍類 Dolichorhynchia
              - 長喙龍屬 Dolichorhynchops
              - 馬丁泳龍屬 Martinectes
              - 角蛇怪龍屬 Unktaheela

  - 小鎖龍科（英语：Microcleididae） Microcleididae
    - 葡萄牙泳龍屬 Lusonectes
    - 小鎖龍屬 Microcleidus
    - 絲萊龍屬 Seeleyosaurus
    - 威斯伐倫龍屬 Westphaliasaurus

  - 蛇頸龍科 Plesiosauridae
    - 槳龍屬 Eretmosaurus
    - 水獵龍屬 Hydrorion
    - 平椎龍屬 Leurospondylus?
    - 近翼龍屬 Plesiopterys
    - 蛇頸龍屬 Plesiosaurus

## 大眾文化
蛇頸龍類在兒童與神祕動物學方面非常普及，出現在許多的兒童書籍與幾部電影裡，並在儒勒·凡爾納（Jules Verne）的小說《地心遊記》（Journey to the Center of the Earth）裡與一隻魚龍類一起出現。然而，在凡爾納的小說裡，蛇頸龍類比牠實際體型還大，並有類似烏龜的殼。在1899年的奇特短篇小說《The Monster of Lake LaMetrie》裡，一個男子的大腦被裝入一個蛇頸龍類的身體裡。
牠們也出現在關於湖中怪獸的電影，例如1995年的《水怪傳奇》（Magic in the Water），或是關於尼斯湖水怪的電影，例如1996年的《尼斯水怪》（Loch Ness）。也出現在1977年日本一部由大白鯊啟發的電影《Legend of the Dinosaurs》。
在1933年的舊版《金剛》（King Kong）裡，當一群人划者木筏到去拯救菲伊·雷（Fay Wray）時，一個有長頸部與銳利牙齒的動物打翻了他們的木筏，但這動物並不是蛇頸龍類。儘管牠們看起來像是著名照片裡的尼斯湖水怪，但牠們應為蜥腳類，例如雷龍（現在的迷惑龍）。稍晚，金剛在一個洞穴裡與一隻有四個鰭狀肢的動物打鬥，這個外表類似蛇頸龍類的動物，動作卻有類似巨蛇。該動物後來被謠傳是長頸龍，一種長頸的史前爬行動物，在海洋中游泳並以魚類為食，類似蛇頸龍類。
在史提夫·艾爾頓的小說《深海侏儸紀》（The Trench）的高潮戲裡，一隻巨齒鯊與數個深海爬蟲類纏鬥，這些深海爬行類外表類似上龍類的克柔龍。

## 蛇颈龙類目击事件
湖怪或海怪的目击事件有时被神秘动物学家解释为蛇颈龙，例如尼斯湖水怪。然而自从6500万年前灭绝至今，有少数未被发现的蛇颈龙類种群幸存的可能性似乎不大。但真实存在且年代更为久远的“活化石”（如腔棘鱼）以及从前未知且体形巨大的深海动物（如大王乌贼）的发现激起了蛇颈龙類是否存在的无限遐想。
在1977年，日本捕鱼船瑞洋丸在紐西兰发现了一个呈现出貌似拥有长脖子和头的有鳍动物的残骸，在日本引发了蛇颈龙類热潮。日本一流海洋科学家的成员重新审视了此次发现。日本国家科学博物馆的Yoshinori Imaizumi教授说：“它不是鱼也不是鲸或其他的哺乳动物。”但是，目前科学家们普遍认为它是一具腐烂了的姥鲨的尸骸。残骸的“长脖子”则被归因于腐食性动物残食后所暴露的修长下颌骨产生的错觉。

## 外部連結
- Fox News: Possibly Complete Plesiosaur Skeleton Found in Arctic
- The Plesiosaur Site （页面存档备份，存于）. Richard Forrest.
- The Plesiosaur Directory （页面存档备份，存于）. Adam Stuart Smith.
- Plesiosaur FAQ's. Raymond Thaddeus C. Ancog.
- Oceans of Kansas Paleontology （页面存档备份，存于）. Mike Everhart.
- Where the elasmosaurs roam: Separating fact from fiction Archive.today的存檔，存档日期2012-12-08. Mike Everhart.
- The history of the description of a plesiosaur as a "snake drawn through the shell of a turtle （页面存档备份，存于）. Mike Everhart and other contributors.
- "Plesiosaur fossil found in Bridgwater Bay". Somersert Museums County Service. (best known fossil)
- "Fossil hunters turn up 50-ton monster of prehistoric deep Archive.today的存檔，存档日期2011-06-04". Allan Hall and Mark Henderson. Times Online, December 30, 2002. (Monster of Aramberri)
- "A Jurassic fossil discovered in Loch Ness by a Scots pensioner could be the original Loch Ness monster, according to Nessie enthusiasts （页面存档备份，存于）". BBC News, July 16, 2003. (Loch Ness, possible hoax)
- "Sea-monster or shark? an analysis of a supposed plesiosaur carcass netted in 1977 （页面存档备份，存于）". Glen J. Kuban.
- "A Plesiosaur? Here is the other side of the story. It looks like one to me.". Internet reference to article.
- Triassic reptiles had live young （页面存档备份，存于）.
- Plesiosaur or Basking Shark? You decide.. Creationist research on the issue.
- Bridgwater Bay juvenile plesiosaur
- The Filey (Yorkshire) Plesiosaur 2002 (part 1) （页面存档备份，存于）
- The Filey (Yorkshire) Plesiosaur 2002 (part 2)
- - Plesiosaur in Nebraska - NET Television
- Antarctic Researchers to Discuss Difficult Recovery of Unique Juvenile Plesiosaur Fossil （页面存档备份，存于）, from the National Science Foundation, December 6, 2006.